# Kerti sarkantyúka
A sarkantyúka (Tropaeolum majus L.) igen sok néven ismeretes: hívják sárog sarkantyúnak, sárga tőcséresnek, pücülőnek, kapucinusvirágnak, sőt, sarkantyúvirágnak is. Ez utóbbi nem kis gondot okoz, mivel emiatt gyakorta összetévesztik a piros sarkantyúvirággal (Centranthus ruber) és a hegyesszirmú sarkantyúvirággal (Delphinium oxisepalum) Borb. et Pax. — amint láthatjuk, a három faj három nemzetséget képvisel.

## Jellemzői
A sarkantyúka egynyári, kúszószárú növény. Peruból hozták Európába a spanyol hódítók. Joggal nevezik „a kertek álomvirágának”, mivel gondozást alig igényel, minden évben előbukkan, és magról hamar elszaporodik. A gyümölcsfák tányérjába vetve távol tartja a vértetveket, emellett a krumplit, a paradicsomot is védi a kártevőktől. Az egykori „parasztkertekben” általános volt. A krepp-papírhoz hasonló virágai lehetnek aprók, nagyok, szimplák és teltek; hagyományosan sárgák vagy narancsszínűek, de egyre több a színváltozat: lehetnek vörösek, lehetnek halványabb tónusúak vagy akár kétszínűek is.

## Termesztése
Magját április közepén vetik, és májustól októberig folyton nyílik. 15–20 cm magas törpe és 2 m hosszú, csüngő fajtákat is nemesítettek. Szegélynövényként, balkonládába, de akár egy kosárba ültetve is gyönyörű.

## Felhasználása
Nem csak szépségéért termesztik: a növény minden, föld feletti része ehető. Leveleit pikáns fűszeres ízük miatt salátaadalékként használják. A virág íze az édes borséra, illetve a retekére emlékeztet; sajtokkal, salátákkal eszik. Ecetes-sós lében tartósított bimbóinak íze a kapribogyóéhoz hasonlít. Csak nyersen fogyasztható: sütve-főzve vagy szárítva aromája elvész.
Gyógynövény is: főleg mustárolajat (növényi antibiotikumot), illóolajakat, káliumot és olajat tartalmaz. Antibiotikus, vérképző és összehúzó hatású. Leginkább fertőtlenítőként és antibiotikumként használják (magja olyan antibiotikumot tartalmaz, amely a bélflóra károsítása nélkül pusztítja el a légzőszervet megtámadó baktériumokat), de teákba és borogatásokba is teszik. Magjait biokrémbe sajtolják.
Kivonatát egyrészt erősítőszernek, afrodiziákumnak tartják, másrészt hajápolásra használják. Főzetével köhögést, meghűlést, húgyúti betegségeket gyógyítanak.